# Propiedad estatal

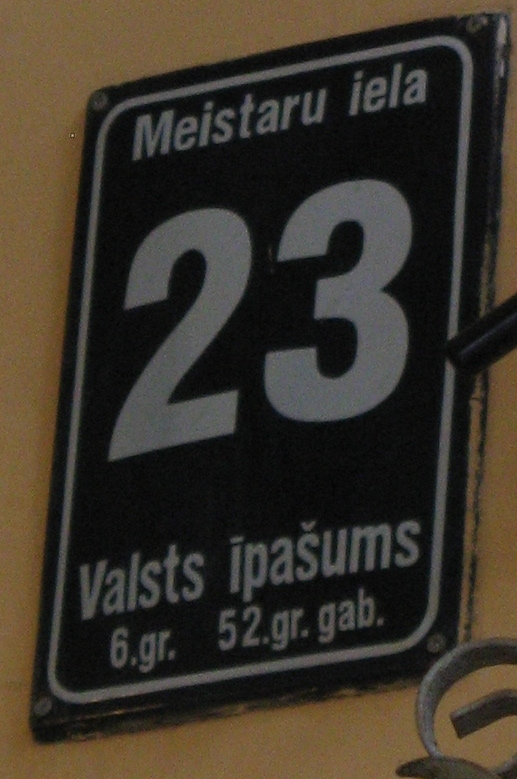
Placa de propiedad estatal en Riga, Letonia.

Propiedad estatal, también llamada propiedad pública  o propiedad gubernamental, son las propiedades de las que el Estado se hace cargo, y no un particular o Propiedad privada.
La propiedad estatal puede referirse a las propiedades que tiene el estado o el control de cualquier activo, industria, o empresa a cualquier nivel, nacional, regional o local (municipal). El proceso de convertir un activo (propiedad privada) en una propiedad del estado es llamado nacionalización.
En las economías que principalmente se basan en el mercado, los activos de propiedad del gobierno a menudo son manejados y corren como sociedades anónimas con el gobierno como dueño de una participación de control de las acciones. Este modelo se refiere a menudo como una Empresa pública. Una empresa propiedad del estado puede ser una organización sin fines de lucro, ya que puede ser que no genere un beneficio. Los gobiernos también pueden utilizar las entidades rentables que posee el estado para apoyar el Presupuesto General del Estado. Las empresas estatales puede o no ser que operen de una manera ampliamente comercial y puede o no tener monopolios. 
En economías socialdemócratas, la propiedad estatal es la forma de propiedad más abundante en las industrias. Hay una amplia variedad de formas de operación dentro de las industrias socialdemócratas, que van desde una autoridad centralizada para dirigir la autogestión de los trabajadores.

## Derechos de usuario

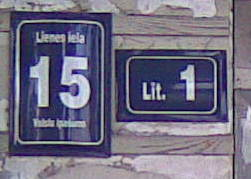
Placa de propiedad estatal en Jūrmala.

Cuando la propiedad de un recurso es ejercido por el Estado, o por cualquier poder del Estado, tales como las autoridades locales, el uso de "derechos" individuales se basan en las políticas de gestión del Estado, a pesar de que estos derechos no son los derechos de propiedad ya que no son transmisibles. Por ejemplo, si una familia se le asigna un apartamento que es propiedad del Estado, se han concedido un arrendamiento de la vivienda, que puede ser de por vida o hereditaria, pero los derechos de gestión y control están en manos de varios departamentos del gobierno.

## Propiedad Pública
Hay una distinción que debe mencionarse entre la propiedad estatal y la propiedad pública.  El primero puede referirse a los activos operados por una organización específica del estado de uso exclusivo de sus operadores o esa organización, tales como laboratorio de investigación, mientras que la propiedad pública se refiere a los bienes y recursos que están disponibles para todo el público para su uso, como por ejemplo un parque público (véase el espacio público).
Artículo traducido de un texto ya existente en inglés